# ジェシカ美術部
『ジェシカ美術部』（ジェシカびじゅつぶ）は、2023年4月5日（4日深夜）から2024年3月27日（26日深夜）までテレビ朝日の『バラバラ大作戦』（火曜第4部）で放送されていたバラエティ番組。真空ジェシカの冠番組。

## 概要
真空ジェシカがアートと触れ合うバラエティ番組。真空ジェシカにとっては初のテレビ冠番組、かつ初のテレビレギュラー番組である。
かつてお笑い芸人・夢屋まさるとして活動しており、2022年4月よりテレビ朝日の局員として勤務している鈴木優が企画・構成を務める。

## 出演者
- 真空ジェシカ（川北茂澄・ガク）
- おさむ - 黄色いクマの着ぐるみのキャラクター

## 放送リスト
出典
| 2023年 | 2023年                   | 2023年                                                                         | 2023年                                         | 2023年                |
| 回数   | 放送日                   | 放送内容                                                                       | ゲスト                                         | 備考                  |
| ------ | ------------------------ | ------------------------------------------------------------------------------ | ---------------------------------------------- | --------------------- |
| #1     | 4月5日 （4日深夜）       | 部活＜Mごめ編＞チョーヒカル先生とボディーペイント＆ゾクゾクさん                | チョーヒカル                                   |                       |
| #2     | 4月12日 （11日深夜）     | 部活 チョーヒカル先生とボディーペイント②＆ゾクゾクさん②                        | チョーヒカル                                   |                       |
| #3     | 4月19日 （18日深夜）     | 部活 ボディペイント実践編＆新コーナー                                          | チョーヒカル                                   | 放送時間：2:53 - 3:10 |
| #4     | 4月26日 （25日深夜）     | 部活 ボディーペイント完成編＆ネタ披露                                          | チョーヒカル                                   |                       |
| #5     | 5月3日 （2日深夜）       | 部活 摩訶フシギ！濱田先生降臨＆アートの卵たち完結編                            | 濱田有美                                       |                       |
| #6     | 5月10日 （9日深夜）      | 部活 濱田先生のお手本披露＆ゾクゾクさん③                                       | 濱田有美                                       |                       |
| #7     | 5月17日 （16日深夜）     | 部活 真空ジェシカのオリジナルキャラクター造り＆ゾクゾクさん④                   | 濱田有美                                       |                       |
| #8     | 5月24日 （23日深夜）     | 部活 真空ジェシカの作品披露＆ゾクゾクさん⑤＆立体造形アートコント               | 濱田有美                                       |                       |
| ＃9    | 5月31日 （30日深夜）     | 部活 新入部員オーディション「美術の虎」～小道具芸人編～①                       | ハギノリザードマン あおいちゃん                |                       |
| #10    | 6月7日 （6日深夜）       | 部活 新入部員オーディション「美術の虎」～小道具芸人編②～                       | 新鮮なたまご いくよ                            |                       |
| #11    | 6月14日 （13日深夜）     | 部活 新入部員オーディション「美術の虎」～小道具芸人編③～                       | ダックワーズ バイオニ                          |                       |
| #12    | 6月21日 （20日深夜）     | 部活 新入部員オーディション「美術の虎」～小道具芸人編④～＆豆知識ミュージアム   | スーパーニュウニュウ                           |                       |
| #13    | 6月28日 （27日深夜）     | 部活 神宮エミ先生とバルーンアート                                              | 神宮エミ                                       |                       |
| #14    | 7月5日 （4日深夜）       | 部活 神宮エミ先生とバルーンアート②＆アートの卵たち ～心霊アーティスト編～      | 神宮エミ                                       | 放送時間：2:53 - 3:10 |
| #15    | 7月12日 （11日深夜）     | 部活 真空ジェシカが初めてのバルーンアートに挑戦!!                              | 神宮エミ                                       |                       |
| #16    | 7月19日 （18日深夜）     | 部活 「ジェシカ美術部オリジナルバルーンアート」作品披露!!                      | 神宮エミ                                       |                       |
| #17    | 7月26日 （25日深夜）     | 部活 一体何者?!謎だらけの「ぼく脳」先生登場!!                                  | ぼく脳                                         | 放送時間：3:07 - 3:27 |
| #18    | 8月2日 （1日深夜）       | 「アート」と「漫才」を合体させてみよう                                         | ぼく脳                                         |                       |
| #19    | 8月9日 （8日深夜）       | 「漫才」に「自然」を取り込もう＆「ガクの大喜利力を弱くしよう」                 | ぼく脳                                         |                       |
| #20    | 8月16日 （15日深夜）     | 「ガクのギャグを食べ物に見せて味に変化は出るのか?!」＆「極秘プロジェクト始動」 | ぼく脳                                         | 放送時間：2:59 - 3:16 |
| #21    | 8月23日 （22日深夜）     | おかえり!!チョーヒカル先生とイベントに向けてカーペイント♪                      | チョーヒカル                                   |                       |
| #22    | 8月30日 （29日深夜）     | スーパーニュウニュウ乱入?!＆ 番組グッズを作るよ！                              | チョーヒカル スーパーニュウニュウ バイオニ空閑 |                       |
| #23    | 9月7日 （6日深夜）       | 飛び出た個性は正される                                                         | チョーヒカル スーパーニュウニュウ バイオニ空閑 |                       |
| #24    | 9月14日 （13日深夜）     | 部活 カーペイント作品完成＆番組グッズ情報も!!                                  | チョーヒカル スーパーニュウニュウ バイオニ空閑 |                       |
| #25    | 9月20日 （19日深夜）     | アートの卵たち「襟元アーティスト 木場幹雄」総集編                              | -                                              |                       |
| #26    | 9月27日 （26日深夜）     | アートの卵たち「心霊アーティスト 出間光晴」総集編                              | -                                              |                       |
| #27    | 10月11日 （10日深夜）    | 部活 公開収録イベント「ジェシカ美術部文化祭」の模様をお届け！                  | -                                              | 放送時間：2:53 - 3:10 |
| #28    | 10月18日 （17日深夜）    | 部活 ギャル電きょうこ先生と電飾アートでアゲ!!                                  | ギャル電きょうこ                               |                       |
| #29    | 10月25日 （24日深夜）    | 部活 ギャル電きょうこ先生と電飾アートでアゲ!!②                                 | ギャル電きょうこ                               |                       |
| #30    | 11月1日 （10月31日深夜） | 部活 アートの卵たち「紐ボクシングアーティスト」                                | -                                              |                       |
| #31    | 11月8日 （7日深夜）      | 部活 アートの卵たち「紐ボクシングアーティスト 皐月天希」後編                   | -                                              |                       |
| #32    | 11月15日 （14日深夜）    | 部活 藤井トミー先生とデストロイアートに挑戦＆テレビで間違い探し!!              | 藤井トミー                                     |                       |
| #33    | 11月22日 （21日深夜）    | 部活 偽の先生と何も知らないガクの気まずい収録の裏側                            | 藤井トミー                                     |                       |
| #34    | 11月29日 （28日深夜）    | 部活 OMIKO先生と“理想”のお尻キャンドルを作ろう！                               | OMIKO FAR FAR                                  |                       |
| #35    | 12月6日 （5日深夜）      | 部活 番組を改善していこう                                                      | OMIKO FAR FAR                                  |                       |
| #36    | 12月13日 （12日深夜）    | 部活 糖衣先生と番組キャラ「おさむ」をバージョンアップ！                        | 糖衣華                                         |                       |
| #37    | 12月20日 （19日深夜）    | 部活 みんなで！“着ぐるみクリスマスパーティー”                                  | 糖衣華                                         |                       |

| 2024年 | 2024年               | 2024年                                              | 2024年     | 2024年                |
| 回数   | 放送日               | 放送内容                                            | ゲスト     | 備考                  |
| ------ | -------------------- | --------------------------------------------------- | ---------- | --------------------- |
| #38    | 1月10日 （9日深夜）  | 部活 ジェシカ美術部～喜怒哀楽ベスト1～              | -          |                       |
| #39    | 1月17日 （16日深夜） | アートの卵たち「寝起きアーティスト 根尾清」前編     | -          |                       |
| #40    | 1月24日 （23日深夜） | アートの卵たち「寝起きアーティスト 根尾清」後編     | -          | 放送時間：2:53 - 3:10 |
| #41    | 1月31日 （30日深夜） | 部活 棺桶作家・布施美佳子先生とオリジナル遺影作り！ | 布施美佳子 |                       |
| #42    | 2月7日 （6日深夜）   | 部活 真空ジェシカ、生前葬を体験                     | 布施美佳子 |                       |
| #43    | 2月21日 （20日深夜） | 部活 真空ジェシカ、コンテンポラリーダンスに挑戦     | ドラゴン龍 |                       |
| #44    | 2月28日 （27日深夜） | 部活 ガチコンテンポラリーダンスを披露！             | ドラゴン龍 |                       |
| #45    | 3月6日 （5日深夜）   | 部活 特殊メイク・色んなマスクを被ってみよう！       | ちょんみ   |                       |
| #46    | 3月13日 （12日深夜） | 部活 特殊メイク・ガクが鬼に大変身！                 | ちょんみ   |                       |
| #47    | 3月20日 （19日深夜） | 最終章 假屋崎省吾先生と番組卒業に華を添えよう！     | 假屋崎省吾 |                       |
| #48    | 3月27日 （26日深夜） | 卒業 ジェシカ美術部おしまい                         | 假屋崎省吾 |                       |

## スタッフ
- 企画・構成：鈴木優（夢屋まさる）
- 美術：高崎絵織
- CG：山村風子
- 音効：阿部雄太
- MA：八嶋未来
- TK：TBG
- 技術協力：すたじおいろは、猪川昌哉
- 音楽協力：テレビ朝日ミュージック
- 編成：村山良太、泉良樹
- 宣伝：石田京子
- 制作協力：ロングテイル
- 制作スタッフ：阿部珠美
- ディレクター：熊田周平
- 総合演出：川端洋輔
- プロデューサー：櫻井健介（テレビ朝日）、中垣佐知子（ロングテイル）
- 制作著作：テレビ朝日